# Ameghiniella
Ameghiniella — рід грибів родини Helotiaceae. Назва вперше опублікована 1888 року.

## Класифікація
До роду Ameghiniella відносять 2 види:
- Ameghiniella australis
- Ameghiniella plicata